# Сур (слон)
Сур (лат. Surus, возможный перевод — «Сириец») — упоминаемая древнеримскими авторами кличка боевого слона Ганнибала, сопровождавшего его в походе в Италию.

## Слоны в армии Карфагена
Карфагеняне включили боевых слонов — новый род войск — в состав своей армии после войны с Пирром, заменив ими боевые колесницы. Слонов не разводили в неволе, а отлавливали в дикой природе, стараясь поймать молодых, не старше пяти лет, но дрессировать их начинали с десятилетнего возраста. Слоны полностью вырастали к двадцати годам, и их рабочий возраст находился в промежутке от двадцати до сорока лет. В дикой природе слон жил шестьдесят лет, но в неволе редко больше сорока. Слоны играли важную тактическую роль в карфагенской армии. Они наводили ужас на воинов, никогда не видевших слонов, и на лошадей, лишая конные отряды боеспособности, прикрывали свою пехоту, а при удачной атаке могли прорвать фронт вражеской. Кроме того, слонов использовали, чтобы ворваться во вражеский лагерь, как это сделал Ганнон Великий во время восстания наёмников. У командующего, сидящего на спине слона, был превосходный обзор поля битвы.

## Упоминания в трудах древнеримских авторов

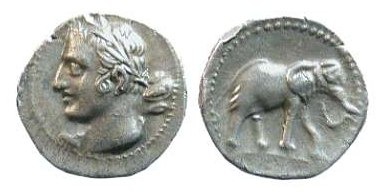
Карфагенская монета конца III века до н. э.
с изображением слона и (возможно) Ганнибала

О Суре сохранились лишь отрывочные сведения. Плиний Старший пересказывает не дошедший до нас фрагмент из «Начал» Катона (лично участвовавшего во Второй Пунической войне) о том, что в армии Ганнибала «был очень храбрый слон со сломанным бивнем по кличке Сириец».
Из 37 слонов, отправившихся с Ганнибалом в поход и успешно перешедших через Альпы, большинство погибло в первый же год от непривычно холодного климата.  Согласно Полибию, уже после битвы при Требии пали все слоны, кроме одного. По версии Тита Ливия, семь из уцелевших в битве слонов пали после зимовки при первой попытке перейти через Апеннины, а один слон оставался у Ганнибала во время тяжёлого перехода через болота к Аррецию. Карфагенский полководец, у которого от резких изменений погоды развилась глазная болезнь, что впоследствии привело к слепоте на один глаз, «ехал на единственном уцелевшем слоне, возвышавшемся над водой» — предположительно это и был Сур.

## Этимология клички
Наиболее распространённый перевод клички слона Ганнибала — «Сириец». Однако по-латыни «сириец» будет всё же не Surus, a Syrus, хотя необходимо учитывать, что буква Y была заимствована римлянами у греков только в I веке до н. э. К тому же маловероятно, чтобы карфагеняне стали называть своего слона латинским словом. Логичнее допустить, что Surus — это дошедшее до нас в латинской передаче пунийское слово, значение которого, возможно, никак не связано с Сирией.

## Видовая принадлежность
Карфагеняне использовали в военных целях вымерший ныне подвид саванного слона — североафриканского, или карфагенского слона, который уступал в размерах другим африканским и азиатским слонам, достигая высоты 2,5 м. На нём сидели, как на лошади, не используя «башню» — сооружение для размещения бойцов, которое широко применялось другими армиями Востока. Однако традиционный перевод клички Сура заставляет предположить, что он был исключением из общего правила и прибыл из Азии. Высказывается догадка, что поскольку в этот период у Карфагена установились хорошие отношения с птолемеевским Египтом, этот слон мог быть после захвата египтянами во время кампаний в Сирии передан ими соотечественникам Ганнибала. Следует отметить, что примерно до 100 года до н. э. в Передней Азии существовала западная популяция азиатского слона, называемая сирийским слоном, которая считается самым крупным его подвидом. Тем не менее Ювенал называет слона, на котором ездил Ганнибал, «гетулийским», то есть североафриканским, а рядом современных исследователей гипотеза об азиатском происхождении считается маловероятной.

## В культуре
- Упоминается в повести Х. Баумана «Я шёл с Ганнибалом» (1961).
- Упоминается в романе А. И. Немировского «Слоны Ганнибала» (1963).
- Бренд «SURUS» с изображением слона использует российский производитель спортивной одежды[12].